# Hospital Taraborelli
El Hospital Subzonal Especializado Neuropsiquiátrico “Dr. Domingo J. Taraborelli” es un hospital público de la Ciudad de Necochea, Provincia de Buenos Aires (Argentina). Su área de influencia comprende los municipios incluidos en la Región Sanitaria VIII en la que es el único en su especialidad, alcanzando a más de un millón de personas. Es uno de los primeros hospitales en desarrollar el modelo de Comunidad Terapéutica en la región. Fue nombrado en honor a Domingo José Taraborelli, intendente de la ciudad electo durante dos períodos.
Para su creación se utilizaron las instalaciones e infraestructura, que pertenecían al Centro de Profilaxis y Tratamiento de enfermedades infecciosas. El hospital se encuentra en la calle 49 esquina Avenida 42 de la Ciudad de Necochea.